# قرش داكن
القرش الداكن (الاسم العلمي: Carcharhinus obscurus)، نوع من جنس القرش الترابي وفصيلة البنبكيات. يوجد في البحار القارية الاستوائية والمعتدلة الدافئة في جميع أنحاء العالم. يبلغ طوله 4.2 م (14 قدم) ويزن 347 كغم (765 رطل).